# Desmond Child & Rouge
Desmond Child & Rouge foi um quarteto de pop rock formado em 1977 na cidade de Nova York por Desmond Child, Maria Vidal, Myriam Valle e Diana Grasselli. São melhores conhecidos pela sua canção "Our Love Is Insane", que alcançou a posição #51 na Billboard Hot 100. Em 1979 lançaram dois álbuns de estúdio. O primeiro chegou a alcançar a posição#157, mas ambos fracassaram em vendas. Em 1980 o grupo terminou suas atividades.

## Discografia

### Álbuns de estúdio
| Título                  | Detalhes do álbum                       | Posições na parada |
| Título                  | Detalhes do álbum                       | EUA                |
| ----------------------- | --------------------------------------- | ------------------ |
| Desmond Child and Rouge | - Lançamento: 1979 - Gravadora: Capitol | 157                |
| Runners in the Night    | - Lançamento: 1979 - Gravadora: Capitol | —                  |

### Singles
| "Our Love Is Insane"                                                                        | 1979 | 86 | 51 | 46 | Desmond Child and Rouge |
| "Main Man"                                                                                  | 1979 | —  | —  | —  | Desmond Child and Rouge |
| "Goodbye Baby"                                                                              | 1979 | —  | —  | —  | Runners in the Night    |
| "Tumble in the Night"                                                                       | 1979 | —  | —  | —  | Runners in the Night    |
| "—" denota uma gravação que não entrou na parada ou que não foi lançada naquele território. |      |    |    |    |                         |